# 竹芸有馬籠くつわ
株式会社竹芸有馬籠くつわ（ちくげいありまかごくつわ）は、神戸市北区に所在する伝統工芸品有馬籠の製造・販売を営む会社である。

## 概要
会社創業は1912年（大正元年）であるが、その歴史はかなり古く、千利休や豊臣秀吉の命を受け作られた茶籠の資料が残っている。
この会社は神戸市北区だが、竹細工は隣の西宮市山口地域の伝統産業でもあった。
戦後、プラスチック商品等の影響を受け有馬籠の生産は著しく衰退したため、現在この文化を継承し商品を生産するのは、同社だけとなった。
同社製作の茶籠は、茶道会で流派を問わず大変良い評価を得ているが、最近ではパンを入れる籠などの日常生活につながる商品も製作している。
有馬温泉内のホテルや旅館の大半がその商品を販売している。同温泉内の和雑貨店招き屋はこの姉妹店であるが有馬籠は販売しておらず、あくまでも雑貨店のようだ。

## その他
- 年々有馬籠と偽り商品を販売する店舗が後を絶たないことから、社長で籠師の轡幸男がテレビ朝日の取材で注意を促したことがある。[いつ?]
- 人気正月番組「志村&所の戦うお正月」のペーパードライブ対決で有馬温泉内や芦屋方面が舞台にされた際には、同社の駐車場が使用されていた。